# Bronwyn Oliver
Pour les articles homonymes, voir Oliver.
Bronwyn Joy Oliver, née Gooda le 22 février 1959 et morte le 11 juillet 2006, est une sculptrice australienne qui a travaillé principalement avec du métal pour réaliser ses œuvres.
Formée au College of Fine Arts (COFA) de Sydney et au Chelsea College of Art and Design de Londres, elle a essentiellement travaillé à Sydney. Ses œuvres sont présentées dans de grandes collections australiennes, dont celle de la Galerie nationale d'Australie, la National Gallery of Victoria et la Galerie d'art de Nouvelle-Galles du Sud.

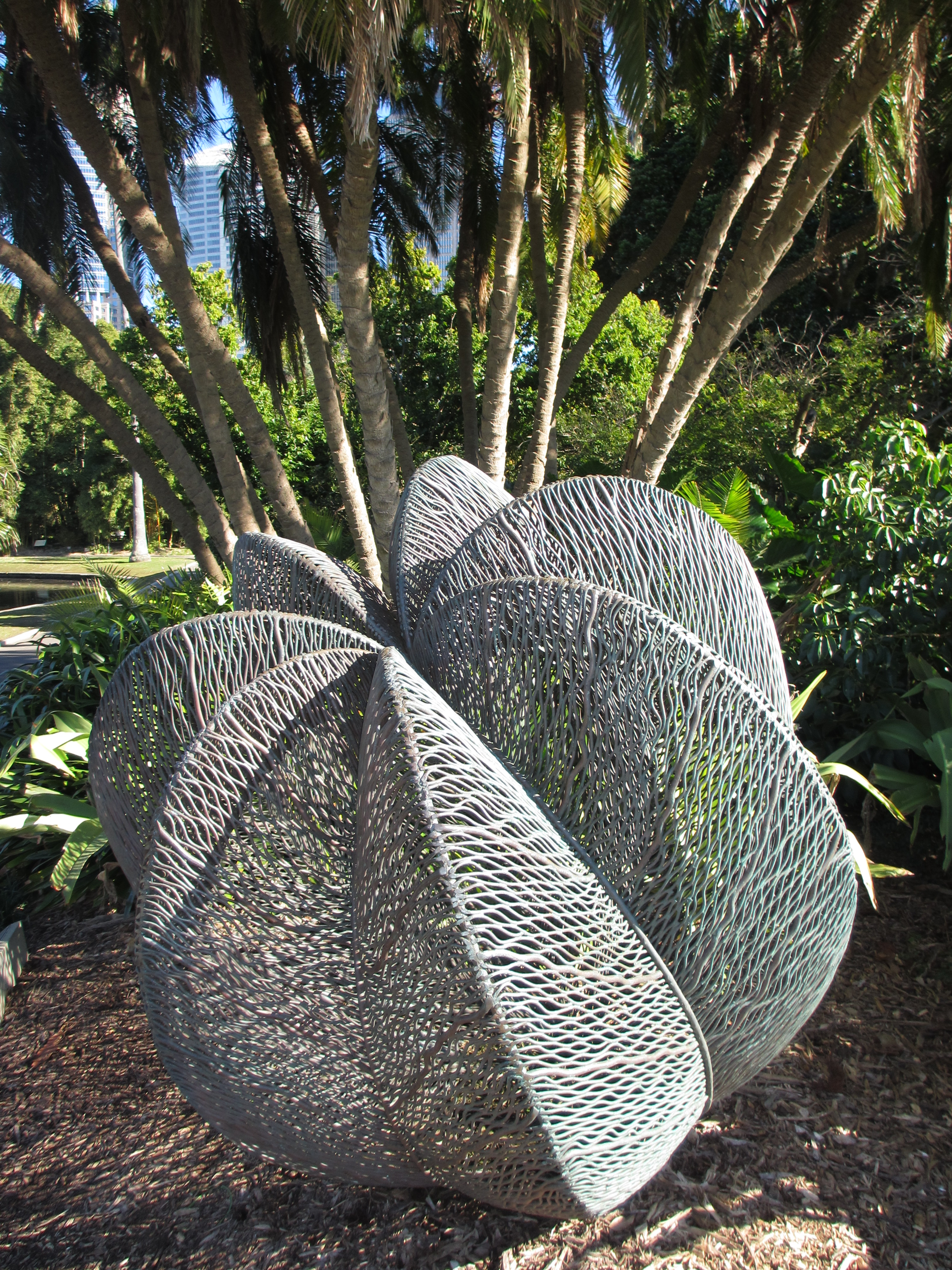
Palm (1999) au Jardins botaniques royaux de Sydney
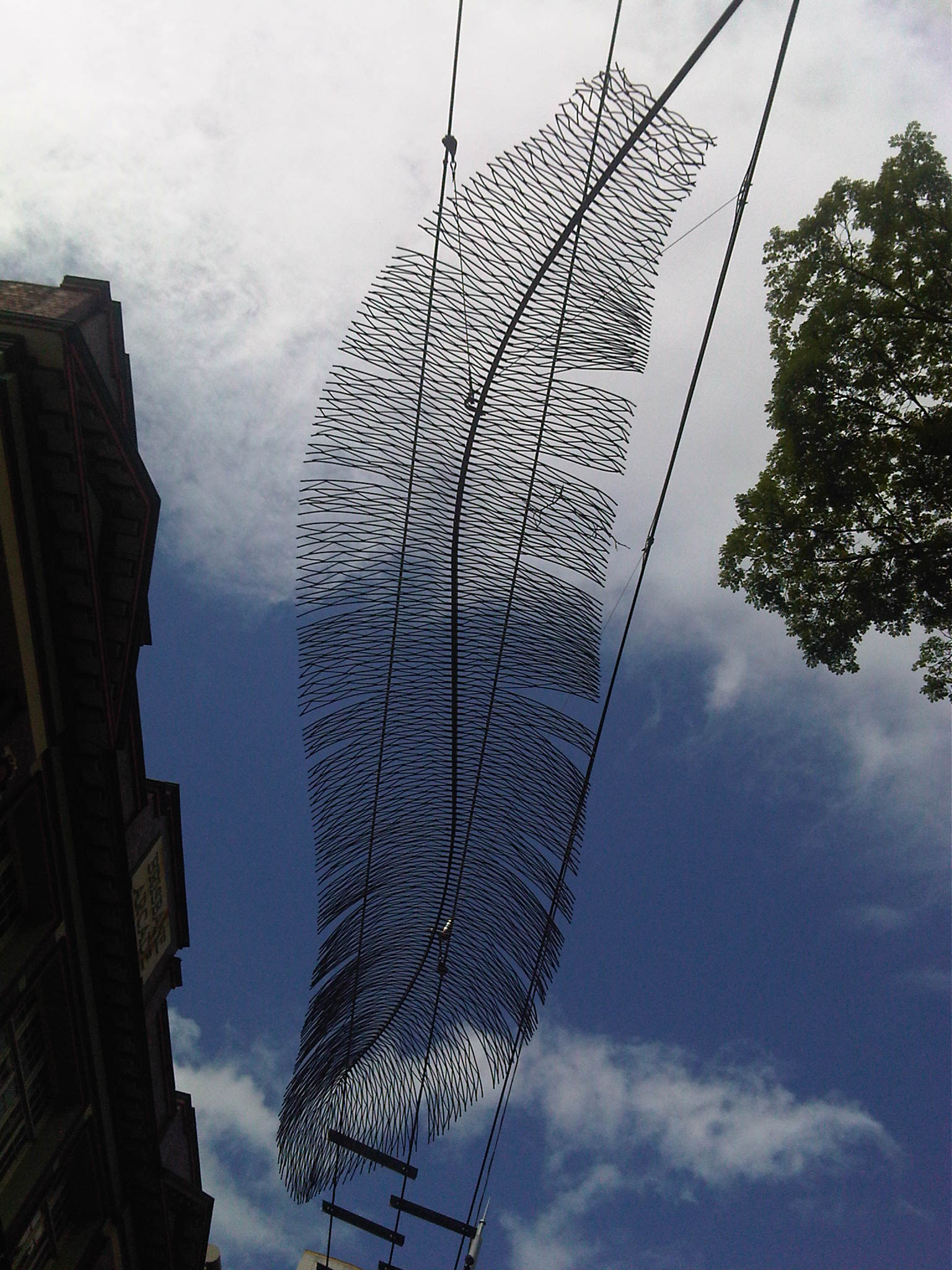
Big Feathers (1999) à Brisbane
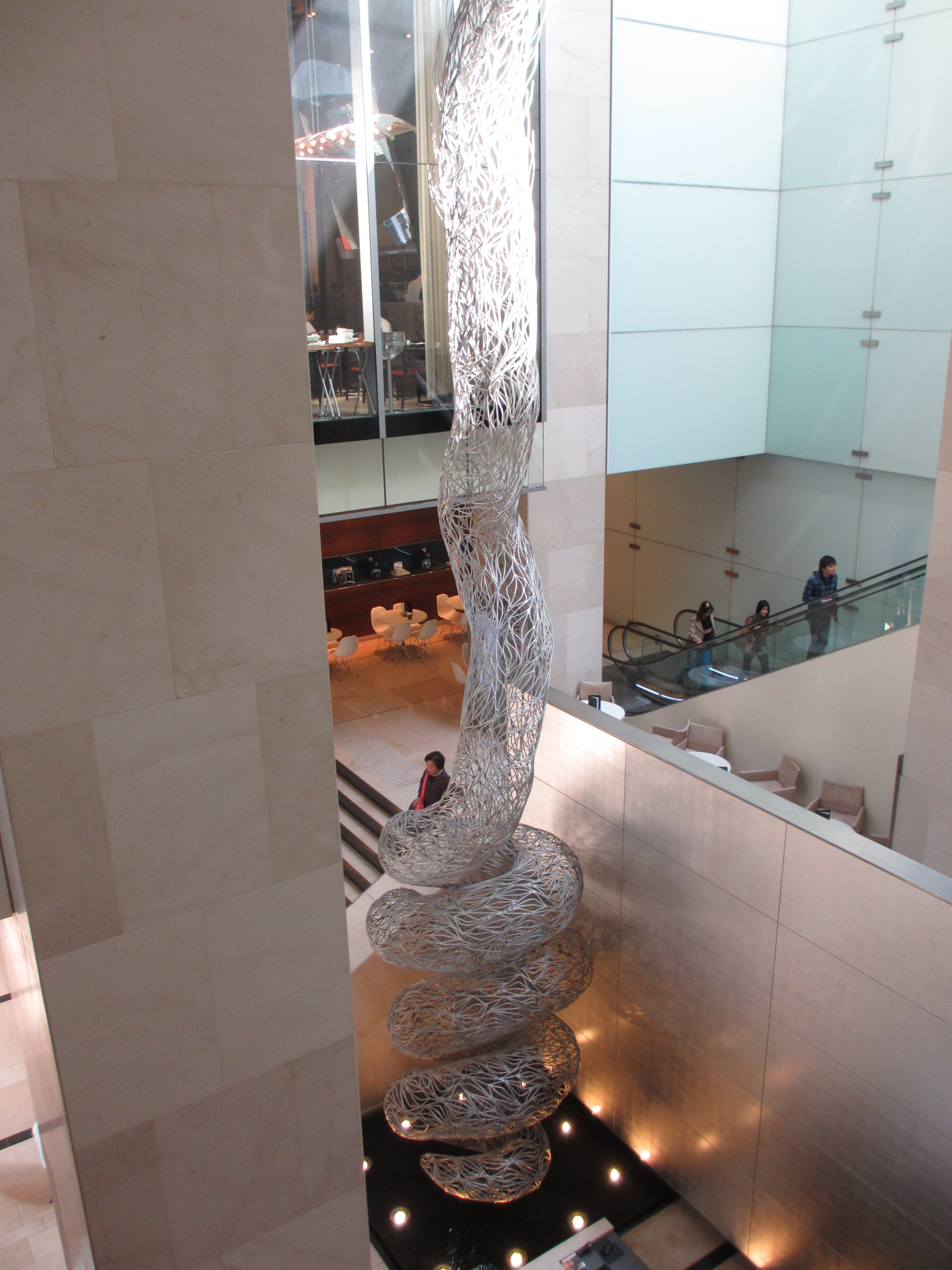
Vine (2005) à l'Hilton Hotels & Resorts de Sydney
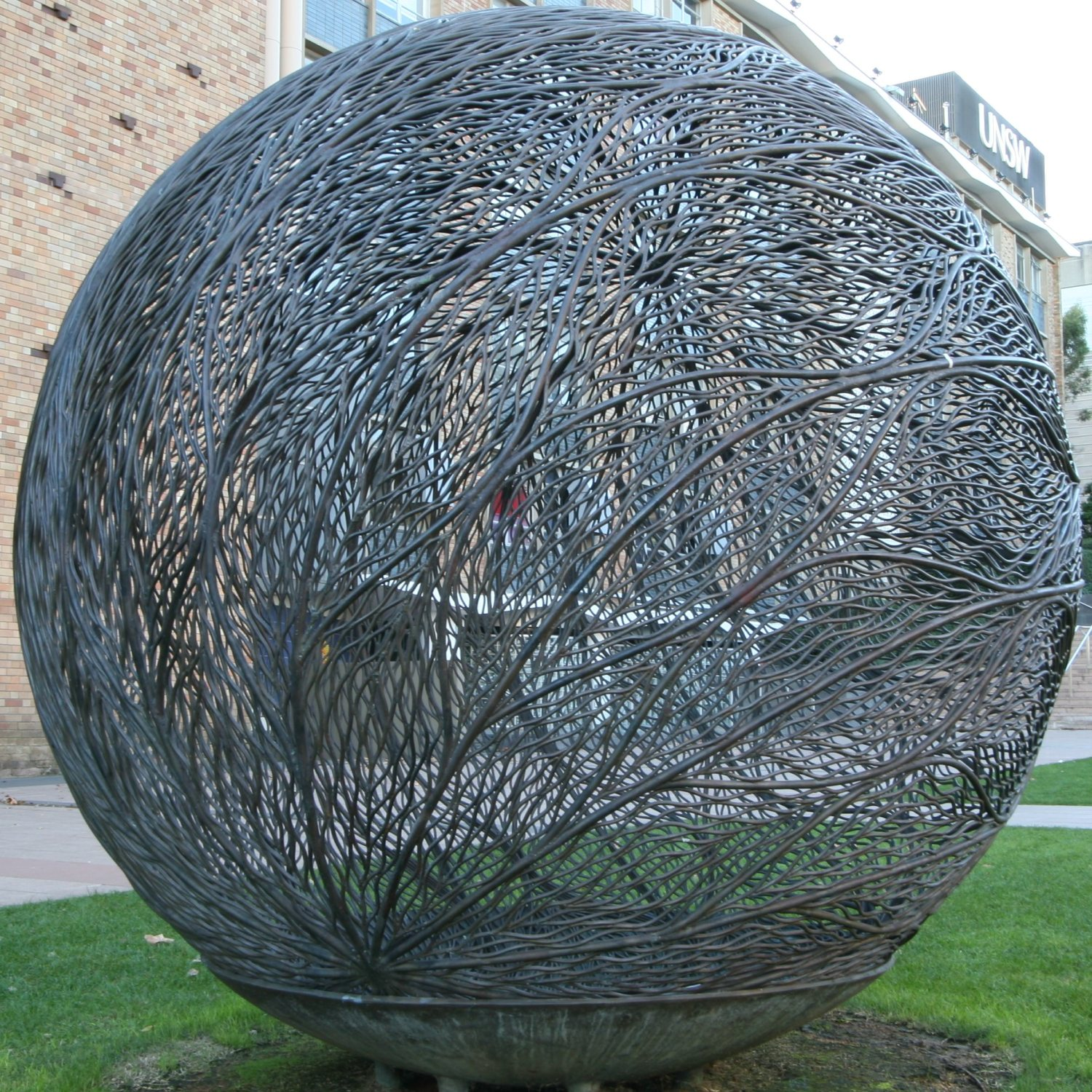
Globe (2002) à l'université de Nouvelle-Galles du Sud